# Sé titular de Cluain Iraird
Diocese de Cluain Iraird (em latim: Dioecesis Clonerdensis) é uma sé titular da Igreja Católica Romana, correspondente à antiga diocese de Clonard, sediada na Abadia de Clonard, e à moderna diocese de Meath.

## Território
A sé episcopal era a cidade de Clonard, no atual condado de Meath.

## História
As origens da diocese são bastante complexas. Até o século XII, a Igreja na Irlanda estava bastante dividida em distritos eclesiásticos chefiados pelos mosteiros e os bispos não tinham jurisdições reais, mas sim assentos residenciais. Isso também explicaria como no primeiro milênio vários assentos menores aparecem associados à sé de Clonard: Duleek, Trim, Kenlis (ou Kells), Ardbraccan, Dunsaghlin, Slane e Foure. Clonard foi a sé principal entre estas, à qual se juntaram as outras, que em alguns casos não eram menos antigas. Por exemplo, Duleek teria sido fundada por São Kenan, falecido em 488 ou 489.
Clonard e Duleek são citadas entre as dioceses estabelecidas pelo Sínodo de Rathbreasail em 1111.
O Sínodo de Kells em 1152 estabeleceu na Irlanda as dioceses territoriais que existiam no resto da Europa e marcou o nascimento da atual diocese de Meath, como sufragânea da arquidiocese de Armagh. Parece que Meath realmente tinha uma primazia de honra entre as sufragâneas da província eclesiástica. O bispo Eugênio eleito em 1174 foi o primeiro a usar o título de Bispo de Meath. Em 1202 o bispado foi transferido de Clonard para Trim.
Desde 1969, Clonard foi incluído entre os bispados titulares da Igreja Católica Romana com o nome de Cluain Iraird; desde 14 de junho de 2014 o bispo titular é Peter John Byrne, bispo auxiliar de Nova Iorque.

## Bispos titulares
- René Toussaint, OMI (21 de maio de 1970 - 23 de julho de 1976);
- Austin Bernard Vaughan (24 de maio de 1977 - 26 de junho de 2000);
- Michael Francis Burbidge (21 de junho de 2002 – 8 de junho de 2006) - Nomeado bispo de Raleigh;
- Timothy John Costelloe, SDB (30 de abril de 2007 – 20 de fevereiro de 2012) - Nomeado arcebispo de Perth;
- Peter John Byrne (14 de junho de 2014-).[3]